# Eberhard Würzl
Eberhard Adolf Würzl (* 1. November 1915 in Wien; † 11. September 2003 ebenda) war ein österreichischer Lehrer und Musikforscher.

## Leben und Wirken
Eberhard Würzl besuchte zunächst das Gymnasium in Seitenstetten (als Sängerknabe) und das Bundesgymnasium in Linz und schloss 1935 in der Bundes-Lehrerbildungsanstalt im ersten Wiener Bezirk mit der Matura ab. Anschließend studierte er an der Akademie für Musik und Darstellende Kunst in Wien Orgel, Musiktheorie und Komposition und beschloss im November 1939 das Studium mit der Lehramtsprüfung „Musik an höheren Schulen“.
Als Mitglied des Österreichischen Cartellverbandes stieß er 1939 zur „Österreichischen Freiheitsbewegung“ des Klosterneuburger Chorherrn Roman Karl Scholz. 1940 wurde er zur Deutschen Wehrmacht eingezogen und nach Verrat der Widerstandsgruppe am 18. Jänner 1941 zur Gestapo nach Wien überstellt, von wo er nach sechs Wochen mangels an Beweisen zu seiner Truppe zurückkehrte. 1945 geriet Eberhard Würzl in sowjetische Kriegsgefangenschaft, aus der er 1947 zurückkehrte.
Von 1948 bis 1961 unterrichtete er als Musiklehrer am Wiener Bundesrealgymnasium Stubenbastei,1961 wurde er zum Fachinspektor für Musikerziehung in den Stadtschulrat für Wien berufen und 1972 zum außerordentlichen und schließlich 1976 zum ordentlichen Professor für Musikpädagogik an der Akademie für Musik und Darstellende Kunst Wien ernannt.
Nach seiner Emeritierung 1980 studierte Eberhard Würzl Musikwissenschaft und Kunstgeschichte an der Philosophischen Fakultät der Universität Wien. Er wurde 1987 mit einer Dissertation über Johann Strauss (Sohn), mit dessen Leben und Werk er sich zeit seines Lebens intensiv beschäftigt hatte, zum Dr. phil. promoviert. Darüber hinaus engagierte er sich in zahlreichen österreichischen musikalischen Institutionen.

## Werke (Auswahl)
- Johann Strauß. Höhen und Tiefen der Meisterjahre 1884–1894. Universität Wien, Dissertation, Wien 1987.